# Emplocia erycinoides
Emplocia erycinoides är en fjärilsart som beskrevs av Walker 1854. Emplocia erycinoides ingår i släktet Emplocia och familjen mätare. Inga underarter finns listade i Catalogue of Life.